# Minettia plumicornis
Minettia plumicornis är en tvåvingeart som först beskrevs av Fallen 1820.  Minettia plumicornis ingår i släktet Minettia och familjen lövflugor. Arten är reproducerande i Sverige. Inga underarter finns listade i Catalogue of Life.